# 黑豹乐队
黑豹乐队，是中国流行摇滚乐队，成立于1987年，在香港正式出道。是中国摇滚音乐史上最具影响力的著名流行摇滚乐队之一。

## 歷史
1987年，丁武找到李彤成立了黑豹樂隊，主音吉他李彤、吉他手郭林傳、貝斯王文傑、鼓手程偉和王文傑的大哥王文芳，丁武則是主唱。
1988年，丁武退出黑豹樂隊，竇唯加入 ，擔任主唱，並幾乎包攬了所有詞曲創作。
1991年，參加"深圳之春現代音樂"演唱會，一舉成名，還被香港著名經紀人陳健添（時任Beyond經紀人）看中，並在對方的牽線下簽約香港勁石唱片（台灣滾石唱片的分支機構），成為Beyond樂隊的師弟。同年，首張專輯《黑豹I》錄制完成，在香港推出後，連獲香港電台排行榜數周冠軍，也因此在中國大陸造成大量的翻版熱潮。其後主唱竇唯因个人原因而通過媒體宣佈離開黑豹樂隊。
1992年發表第一張同名專輯《黑豹》，發行量150萬，取得輝煌成績。這是一張中國搖滾史上不能避過的專輯，不單是因為其正版加盜版創下了驚人的銷售記錄，讓黑豹成了當時「华人世界銷售量最高的搖滾樂隊」，並奠定了「中國第一搖滾專輯」的地位。
1993年，原樂隊鍵盤手欒樹接替竇唯，擔任主唱，並錄制專輯《黑豹II 光芒之神》。1994年，欒樹離隊。同年，簽約日本JVC，6月Rolling Sound搖音場重新對第二張專輯進行了混音及封面設計，並在日本、香港、台灣、大陸等亞洲地區推出了世界版《黑豹II 光芒之神》引起重大反響。欒樹退出後，秦勇加入黑豹，擔任主唱，並重新錄制專輯《光芒之神》。
1995年，4月成功地實現了西藏有史以來的第一次搖滾樂演唱會；同年，黑豹樂隊在全國舉行了30場以上的演唱會 。
1996年，黑豹樂隊錄制專輯《黑豹III 無事無非》。
1998年，黑豹樂隊錄制專輯《黑豹IV 不能讓我的煩惱沒機會表白》。
2004年，黑豹樂隊錄制專輯《黑豹V》。
2005年，秦勇離隊，张克芃(大鹏)接替秦勇位置，擔任黑豹樂隊主唱。
2012年5月24日，黑豹樂隊簽約豐華秋實傳媒有限公司。
2013年，主唱大鵬離隊，新主唱張淇加入，並開始進入新專輯《我們是誰》錄音，2013年7月，《我們是誰》正式發行。
2017年4月20日，發佈《本色》專輯。
2023年張淇退出。
2023年4月24日，項亞蕻成為新一任主唱。

## 現任成员
- 李彤（吉他手）：创始成员之一，1987年加入。李彤是黑豹的灵魂，是创造经典的大师。乐队的多数作品出自李彤之手。中学时代开始学习吉他，带有感情色彩的弹奏方式及独特的味道、个性、是一个闻名中外的吉他手。

- 王文杰（贝斯手）：创始成员之一，1987年加入。他和李彤一样是黑豹乐队最早的成员，中学时代开始接触摇滚音乐，多年来对摇滚艺术的追求使他形成了自己独特的贝司乐感，巧妙的结合FUNK的要素，奠基了黑豹音乐的节奏。

- 赵明义（鼓手）：创始成员之一，1987年加入。赵明义毕业于解放军艺术学院，专业出身，有着高超的乐感，认识黑豹以后迷上摇滚乐，用他在军乐团所积累的超人节奏感及打奏技巧，铺垫了现在的黑豹音乐的节奏。他把握的每一首作品都有独到之处。

- 惠鹏（键盘手）：1999年加入。他出生于一个艺术家庭，从小接受音乐熏陶。扎实的键盘技艺和音乐感觉为创作打下了坚实基础。擅长音乐类型Fusion和Metal。1999年加入黑豹

- 項亞蕻（主唱）：2023加入。2012年的3月，加入釋魂樂隊。2014年初，在中央電視台《中國好歌曲》節目中，項亞蕻憑藉原創歌曲《傷》獲得劉歡、周華健、楊坤、蔡健雅四位導師推杆，最終《傷》成為周華健原創專輯《江湖新能量》第一主打。

## 已離隊成員
- 丁武（主唱）
- 窦唯（主唱）
- 栾树（主唱、键盘手）
- 秦勇（主唱）
- 張大鵬 （主唱）
- 冯小波（键盘手）
- 張淇（主唱）

## 作品

### 乐队
| 名称                                               | 类型     | 发行时间       | 时期                 | 曲目 |
| -------------------------------------------------- | -------- | -------------- | -------------------- | --- |
| 黑豹I（香港劲石唱片名称） 黑豹（台湾滚石唱片名称） | 专辑     | 1991年1月1日   | 窦唯任主唱时期       | 1. 無地自容 2. Take Care 3. 體會 4. 別來糾纏我 5. 靠近我 6. Don't Break My Heart 7. 臉譜 8. 怕你為自己流淚 9. 眼光裡 10. 別去糟蹋                                                                |
| 黑豹II 光芒之神                                    | 专辑     | 1993年9月21日  | 栾树和秦勇任主唱时期 | 1. 光芒之神 2. 同在一片天空下 3. 我问 4. 你就是你 5. 美丽的天堂,没有悲伤 6. 海市蜃楼 7. 渴望的地方 8. 我不想说 9. 绿色劫难                                                                       |
| 黑豹III 无是无非                                   | 专辑     | 1996年2月1日   | 秦勇任主唱时期       | 1. 无是无非 2. 放心走吧 3. 谎言 4. 黑夜没有陌生 5. 不要指望我 6. 为所有爱我们的人 7. 谁最爱我 8. 呼唤 9. 朝前走                                                                                  |
| 黑豹IV 不能让我的烦恼没机会表白                    | 专辑     | 1998年5月1日   | 秦勇任主唱时期       | 1. 我们这一代 2. 不能让我的烦恼没机会表白 3. 逃离 4. 已足够 5. 三个人 6. 怎么办 7. 身不由己 8. 极限的感觉 9. 祝福的歌 10. 高兴就来难过就走                                                       |
| 狂飙 激情                                          | 现场录音 | 1999年2月1日   | 秦勇任主唱时期       | 1. 别来纠缠我 2. 无地自容 3. 不能让我的烦恼没机会表白 4. 脸谱 5. 别去糟蹋 6. 我们这一代 7. 逃离 8. 为所有爱我们的人 9. 高兴就来难过就走 10. 放心走吧 11. Don't Break My Heart 12. 怕你为自己流泪 |
| 黑豹Ⅴ                                              | 专辑     | 2004年7月1日   | 秦勇任主唱时期       | 1. 生活方式 2. 空 3. 孤焰烈火 4. I Don't Want To Say Goodbye 5. 错觉 6. 未知的世纪 7. 旋转 8. 继续地飞 9. 透明的影子 10. 照亮我心                                                                |
| 我們是誰                                           | 专辑     | 2013年7月11日  | 张淇任主唱时期       | 1. 枷锁 2. 潮汐 3. 寻找 4. 不再沉默 5. 虎口 6. 洒脱 7. 一个人 8. 奔跑 9. It's My Time 10. 我们 11. 一个人（钢琴版）                                                                              |
| 尽余欢                                             | 数字     | 2015年12月14日 | 张淇任主唱时期       | 1. 送别 2. 兄弟 |
| 本色                                               | 专辑     | 2017年4月20日  | 张淇任主唱时期       | 1. How do we find a way 2. 鍵盤.狹 3. 孤獨的靈魂 4. 熾熱 5. Back to rock 6. 低頭士 7. 無畏 8. 較量 9. 戰 10. 乾杯 11. 放不開你 12. 兄弟                                                          |

### 单曲
| 名称       | 收录于             | 说明                                                 |
| ---------- | ------------------ | ---------------------------------------------------- |
| 夜色       | 《告别的摇滚》专辑 | 秦勇（黑豹）、郑钧、吴桐（轮回）、臧天朔（1989）合唱 |
| 爱的箴言   | 《告别的摇滚》专辑 |                                                      |
| 别去糟蹋   | 《中国火Ⅰ》专辑    | 后收录于《黑豹I》                                    |
| 桑塔露琪亚 | 《真爱永恒》专辑   | 与著名男高音歌唱家合作翻唱                           |

## 乐队演出经历
| 举办时间(年.月.日)                          | 演唱会名称及地点                                                          | 总场次 |
| ------------------------------------------- | ------------------------------------------------------------------------- | ------ |
| 2010.08.27 2010.11.13 2012.12.08 2014.06.28 | 怒放！摇滚英雄演唱会                                                      | 4      |
| 2010.08.27 2010.11.13 2012.12.08 2014.06.28 | 北京 工人体育场 上海 上海体育场 深圳 深圳湾体育中心体育场 上海 上海体育场 | 4      |
| 2011.05.13 2011.06.03                       | 光辉岁月-殿堂级中国摇滚世界巡回演唱会                                     | 2      |
| 2011.05.13 2011.06.03                       | 北京 万事达中心（原五棵松体育馆） 上海 上海大舞台（上海体育馆）           | 2      |
| 2012.12.01                                  | “爱在摇滚的岁月”全国巡演                                                  | 1      |
| 2012.12.01                                  | 常州 常州市武进区体育馆                                                   | 1      |
| 2013.04.29                                  | 2013大理洱海世界音乐节                                                    | 1      |
| 2013.04.29                                  | 大理 大理市全民健身中心                                                   | 1      |
| 2013.08.17                                  | 无懈可击亚洲巅峰音乐节                                                    | 1      |
| 2013.08.17                                  | 上海 上海体育场                                                           | 1      |
| 2013.09.07                                  | 光辉岁月中国摇滚教父演唱会                                                | 1      |
| 2013.09.07                                  | 温州 温州体育中心体育场                                                   | 1      |
| 2013.10.01                                  | AMC Live Rock On 摇滚吧！成都音乐节                                       | 1      |
| 2013.10.01                                  | 成都 保利198公园                                                          | 1      |
| 2016.06.09 2016.10.22                       | 花妖国际游戏动漫音乐嘉年华                                                | 2      |
| 2016.06.09 2016.10.22                       | 成都 郑州 郑州方特欢乐世界                                                | 2      |
| 2016.12.02                                  | 黑豹乐队巡回演唱会                                                        | 1      |
| 2016.12.02                                  | 宁波 宁波文化广场大剧院                                                   | 1      |
| 2016.08.27                                  | 中国乐势力摇滚30年——吉歌之声巡回演唱会                                    | 1      |
| 2016.08.27                                  | 长春 长春五环体育馆                                                       | 1      |

## 获奖
| 乐队奖项       | 乐队奖项                                   | 乐队奖项 |
| -------------- | ------------------------------------------ | -------- |
| 2014年3月31日  | 第21届东方风云榜最佳乐队                   | 獲獎     |
| 2013年12月18日 | 第11届华鼎奖华语最佳乐队奖                 | 獲獎     |
| 专辑奖项       |                                            |          |
| 2013年12月     | 第9届中国金唱片流行类的专辑奖 《我们是谁》 | 獲獎     |